# Enypniastes eximia
Enypniastes eximia is een zeekomkommer uit de familie Pelagothuriidae.
De wetenschappelijke naam van de soort werd in 1882 gepubliceerd door Johan Hjalmar Théel.

## Synoniemen
- Peniagone ecalcarea Sluiter, 1901
- Euriplastes obscura Koehler & Vaney, 1905
- Pelagothuria bouvieri Hérouard, 1906
- Enypniastes decipiens Koehler & Vaney, 1910
- Planktothuria diaphana Gilchrist, 1920
- Euriplastes atlanticus Heding, 1940
- Enypniastes globosa Hansen & Madsen, 1956